# Liste des députés européens d'Allemagne de la 4e législature

Cet article présente la liste des députés européens d'Allemagne au cours de la IVe législature (1994-1999).
| Nom                                                                 | Parti                                  | Groupe    |
| ------------------------------------------------------------------- | -------------------------------------- | --------- |
| Otto Bardong (en)                                                   | Union chrétienne-démocrate d'Allemagne | PPE       |
| Rolf Berend (en)                                                    | Union chrétienne-démocrate d'Allemagne | PPE       |
| Reimer Böge                                                         | Union chrétienne-démocrate d'Allemagne | PPE       |
| Elmar Brok                                                          | Union chrétienne-démocrate d'Allemagne | PPE       |
| Karl-Heinz Florenz                                                  | Union chrétienne-démocrate d'Allemagne | PPE       |
| Honor Funk (en)                                                     | Union chrétienne-démocrate d'Allemagne | PPE       |
| Michael Gahler (Remplace Marlies Mosiek-Urbahn le 23 avril 1999.)   | Union chrétienne-démocrate d'Allemagne | PPE       |
| Anne-Karin Glase                                                    | Union chrétienne-démocrate d'Allemagne | PPE       |
| Lutz Goepel (en)                                                    | Union chrétienne-démocrate d'Allemagne | PPE       |
| Alfred Gomolka                                                      | Union chrétienne-démocrate d'Allemagne | PPE       |
| Renate Heinisch (en)                                                | Union chrétienne-démocrate d'Allemagne | PPE       |
| Karsten Friedrich Hoppenstedt (en)                                  | Union chrétienne-démocrate d'Allemagne | PPE       |
| Georg Jarzembowski (en)                                             | Union chrétienne-démocrate d'Allemagne | PPE       |
| Hedwig Keppelhoff-Wiechert                                          | Union chrétienne-démocrate d'Allemagne | PPE       |
| Christa Klaß                                                        | Union chrétienne-démocrate d'Allemagne | PPE       |
| Dieter-Lebrecht Koch                                                | Union chrétienne-démocrate d'Allemagne | PPE       |
| Christoph Werner Konrad (en)                                        | Union chrétienne-démocrate d'Allemagne | PPE       |
| Peter Kittelmann (en)                                               | Union chrétienne-démocrate d'Allemagne | PPE       |
| Werner Langen                                                       | Union chrétienne-démocrate d'Allemagne | PPE       |
| Brigitte Langenhagen                                                | Union chrétienne-démocrate d'Allemagne | PPE       |
| Klaus-Heiner Lehne (en)                                             | Union chrétienne-démocrate d'Allemagne | PPE       |
| Marlene Lenz                                                        | Union chrétienne-démocrate d'Allemagne | PPE       |
| Peter Liese                                                         | Union chrétienne-démocrate d'Allemagne | PPE       |
| Kurt Malangré                                                       | Union chrétienne-démocrate d'Allemagne | PPE       |
| Thomas Mann                                                         | Union chrétienne-démocrate d'Allemagne | PPE       |
| Winfried Menrad (en)                                                | Union chrétienne-démocrate d'Allemagne | PPE       |
| Peter Mombaur (en)                                                  | Union chrétienne-démocrate d'Allemagne | PPE       |
| Hartmut Nassauer (en)                                               | Union chrétienne-démocrate d'Allemagne | PPE       |
| Doris Pack                                                          | Union chrétienne-démocrate d'Allemagne | PPE       |
| Hans-Gert Pöttering                                                 | Union chrétienne-démocrate d'Allemagne | PPE       |
| Godelieve Quisthoudt-Rowohl                                         | Union chrétienne-démocrate d'Allemagne | PPE       |
| Günter Rinsche (en)                                                 | Union chrétienne-démocrate d'Allemagne | PPE       |
| Horst Schnellhardt (en)                                             | Union chrétienne-démocrate d'Allemagne | PPE       |
| Jürgen Schröder (en)                                                | Union chrétienne-démocrate d'Allemagne | PPE       |
| Konrad Schwaiger (en)                                               | Union chrétienne-démocrate d'Allemagne | PPE       |
| Diemut Theato                                                       | Union chrétienne-démocrate d'Allemagne | PPE       |
| Stanislaw Tillich                                                   | Union chrétienne-démocrate d'Allemagne | PPE       |
| Rainer Wieland (Remplace Siegbert Alber le 10 octobre 1997.)        | Union chrétienne-démocrate d'Allemagne | PPE       |
| Karl von Wogau                                                      | Union chrétienne-démocrate d'Allemagne | PPE       |
| Markus Ferber                                                       | Union chrétienne-sociale en Bavière    | PPE       |
| Ingo Friedrich (en)                                                 | Union chrétienne-sociale en Bavière    | PPE       |
| Maren Günther                                                       | Union chrétienne-sociale en Bavière    | PPE       |
| Otto von Habsburg                                                   | Union chrétienne-sociale en Bavière    | PPE       |
| Xaver Mayer (en)                                                    | Union chrétienne-sociale en Bavière    | PPE       |
| Bernd Posselt (en)                                                  | Union chrétienne-sociale en Bavière    | PPE       |
| Edgar Schiedermeier (en)                                            | Union chrétienne-sociale en Bavière    | PPE       |
| Ursula Schleicher                                                   | Parti social-démocrate d'Allemagne     | PSE       |
| Gerhard Botz (en)                                                   | Parti social-démocrate d'Allemagne     | PSE       |
| Dietrich Elchlepp (en) (Remplace Heinke Salisch le 6 février 1996.) | Parti social-démocrate d'Allemagne     | PSE       |
| Evelyne Gebhardt                                                    | Parti social-démocrate d'Allemagne     | PSE       |
| Norbert Glante                                                      | Parti social-démocrate d'Allemagne     | PSE       |
| Willi Görlach (en)                                                  | Parti social-démocrate d'Allemagne     | PSE       |
| Lissy Gröner                                                        | Parti social-démocrate d'Allemagne     | PSE       |
| Klaus Hänsch                                                        | Parti social-démocrate d'Allemagne     | PSE       |
| Jutta Haug                                                          | Parti social-démocrate d'Allemagne     | PSE       |
| Magdalene Hoff                                                      | Parti social-démocrate d'Allemagne     | PSE       |
| Karin Jöns                                                          | Parti social-démocrate d'Allemagne     | PSE       |
| Karin Junker                                                        | Parti social-démocrate d'Allemagne     | PSE       |
| Heinz Kindermann (en)                                               | Parti social-démocrate d'Allemagne     | PSE       |
| Constanze Krehl                                                     | Parti social-démocrate d'Allemagne     | PSE       |
| Wilfried Kuckelkorn (en)                                            | Parti social-démocrate d'Allemagne     | PSE       |
| Helmut Kuhne (en)                                                   | Parti social-démocrate d'Allemagne     | PSE       |
| Annemarie Kuhn                                                      | Parti social-démocrate d'Allemagne     | PSE       |
| Bernd Lange                                                         | Parti social-démocrate d'Allemagne     | PSE       |
| Rolf Linkohr (en)                                                   | Parti social-démocrate d'Allemagne     | PSE       |
| Günter Lüttge (en)                                                  | Parti social-démocrate d'Allemagne     | PSE       |
| Erika Mann                                                          | Parti social-démocrate d'Allemagne     | PSE       |
| Helwin Peter (en)                                                   | Parti social-démocrate d'Allemagne     | PSE       |
| Willi Piecyk (en)                                                   | Parti social-démocrate d'Allemagne     | PSE       |
| Christa Randzio-Plath                                               | Parti social-démocrate d'Allemagne     | PSE       |
| Bernhard Rapkay                                                     | Parti social-démocrate d'Allemagne     | PSE       |
| Klaus Rehder (en)                                                   | Parti social-démocrate d'Allemagne     | PSE       |
| Dagmar Roth-Behrendt                                                | Parti social-démocrate d'Allemagne     | PSE       |
| Mechtild Rothe                                                      | Parti social-démocrate d'Allemagne     | PSE       |
| Willi Rothley (en)                                                  | Parti social-démocrate d'Allemagne     | PSE       |
| Jannis Sakellariou (en)                                             | Parti social-démocrate d'Allemagne     | PSE       |
| Detlev Samland (en)                                                 | Parti social-démocrate d'Allemagne     | PSE       |
| Axel Schäfer (en)                                                   | Parti social-démocrate d'Allemagne     | PSE       |
| Gerhard Schmid (en)                                                 | Parti social-démocrate d'Allemagne     | PSE       |
| Barbara Schmidbauer                                                 | Parti social-démocrate d'Allemagne     | PSE       |
| Martin Schulz                                                       | Parti social-démocrate d'Allemagne     | PSE       |
| Ulrich Stockmann (en)                                               | Parti social-démocrate d'Allemagne     | PSE       |
| Christof Tannert (en)                                               | Parti social-démocrate d'Allemagne     | PSE       |
| Ralf Walter (en)                                                    | Parti social-démocrate d'Allemagne     | PSE       |
| Barbara Weiler                                                      | Parti social-démocrate d'Allemagne     | PSE       |
| Rosemarie Wemheuer                                                  | Parti social-démocrate d'Allemagne     | PSE       |
| Wilmya Zimmermann                                                   | Parti social-démocrate d'Allemagne     | PSE       |
| Undine von (en)                                                     | Alliance 90 / Les Verts                | Les Verts |
| Hiltrud Breyer                                                      | Alliance 90 / Les Verts                | Les Verts |
| Ozan Ceyhun (en) (Remplace Claudia Roth le 23 novembre 1998.)       | Alliance 90 / Les Verts                | Les Verts |
| Daniel Cohn-Bendit                                                  | Alliance 90 / Les Verts                | Les Verts |
| Friedrich-Wilhelm Graefe zu Baringdorf                              | Alliance 90 / Les Verts                | Les Verts |
| Wolfgang Kreissl-Dörfler (en)                                       | Alliance 90 / Les Verts                | Les Verts |
| Edith Müller                                                        | Alliance 90 / Les Verts                | Les Verts |
| Elisabeth Schroedter                                                | Alliance 90 / Les Verts                | Les Verts |
| Irene Soltwedel-Schäfer                                             | Alliance 90 / Les Verts                | Les Verts |
| Wilfried Telkämper (en)                                             | Alliance 90 / Les Verts                | Les Verts |
| Wolfgang Ullmann                                                    | Alliance 90 / Les Verts                | Les Verts |
| Friedrich Wolf                                                      | Alliance 90 / Les Verts                | Les Verts |